# Samat Smaqov
Samat Qabirulı Smaqov (in kazako Самат Қабірұлы Смақов?; in russo Самат Кабирович Смаков?, Samat Kabirovič Smakov; Semej, 8 dicembre 1978) è un ex calciatore kazako.

## Palmarès

### Club
- Campionato kazako: 4

Elimaý: 1995, 1998
Aqtöbe: 2007, 2009
- Supercoppa del Kazakistan: 3

Elimaý: 1995
Aqtöbe: 2008, 2010

### Individuale
- Calciatore kazako dell'anno: 4

2004, 2007, 2008, 2009